# Friedrich Rainer

Friedrich Rainer

Friedrich Rainer (* 28. Juli 1903 in Sankt Veit an der Glan; offiziell † 18. August 1947 in Ljubljana, Todesdatum unsicher) war ein österreichischer NS-Funktionär und SS-Führer, zuletzt im Rang eines Obergruppenführers. Er war Mitglied des Reichstages und NSDAP-Gauleiter sowie ab 1940 Reichsstatthalter von Salzburg und ab 1941 von Kärnten. Er wurde 1947 wegen Kriegsverbrechen in Ljubljana zum Tode verurteilt und hingerichtet.

## Leben
Rainers Vater Norbert Rainer war Lehrer an einer Bürgerschule in St. Veit, nebenberuflicher Lokalhistoriker sowie Verfasser deutschnationaler Zeitungsartikel. Er hatte drei Geschwister und absolvierte seine Schullaufbahn an einer Volksschule in seiner Heimatstadt und dem Realgymnasium in Klagenfurt, wo er 1922 maturierte. Nach der Matura studierte er an der Universität Graz Rechtswissenschaften und verdiente sein Geld zwischen den Semestern als Arbeiter und Bankangestellter. Nach dem erfolgreich absolvierten Examen arbeitete er in einem Notariat, ehe er Ende 1926 promovierte. Anschließend absolvierte er den Vorbereitungsdienst zum Notar, legte 1929 die Prüfung zum Notar ab und war ab 1931 als niedergelassener Notar in Klagenfurt tätig.
Während des Studiums trat Rainer 1923 der SA bei, 1925 der Akademischen Burschenschaft Ostmark Graz. Er war schon als Schüler Mitglied einiger in St. Veit ansässigen Organisationen geworden, u. a. in der Bürgerwehr und im Turnerbund. Er nahm am Kärntner Abwehrkampf teil.
Am 10. Oktober 1930 trat Rainer der NSDAP bei (Mitgliedsnummer 301.860) und war Mitbegründer der NSDAP-Ortsgruppe St. Veit. Im Januar 1934 trat er der SS bei (SS-Nummer 292.774) und gehörte auch dem SD an. Ein enger Freund von ihm war Odilo Globocnik. Rainer wurde im selben Jahr von Gauleiter Hubert Klausner in dessen Büro angestellt; auch Globocnik wurde von Klausner protegiert.
Wegen Hochverrats – die genauen Umstände sind nicht bekannt – wurde Rainer im August 1935 zu einem Jahr Polizeihaft verurteilt; wegen guter Führung wurde er im März 1936 aus der Haft entlassen. Im Mai 1936 wurde Rainer in die Kärntner Landesleitung der NSDAP berufen.

### März 1938 bis Mai 1945
Beim „Anschluss“ am 13. März 1938 wurde er von Gauleiter Josef Bürckel, dem Reichsbeauftragten für den Anschluss Österreichs an das Deutsche Reich, als Leiter der Organisationsabteilung in seinen Stab übernommen. Im Mai 1938 wurde Rainer von Adolf Hitler persönlich zum Gauleiter von Salzburg, und nach der Reichstagswahl 1938 zum Mitglied des Reichstages ernannt.
Als Gauleiter eröffnete er am 5. März 1939 auf der Festung Hohenwerfen eine Gauführerschule.
Rainer wurde zum 1. September 1939 zum Reichsverteidigungskommissar (RVK) im Wehrkreis XVIII ernannt und am 15. März 1940 zum Reichsstatthalter von Salzburg.
Am 18. November 1941 erhielt Rainer die NSDAP-Gauleitung von Kärnten und übernahm auch die Funktion des Landeshauptmanns. Am 11. November 1941 wurde Rainer von Hitler zum Reichsstatthalter und Chef der Zivilverwaltung (CdZ) der besetzten Gebiete Kärntens und Krains ernannt. Wie in Salzburg wurde auch hier Rainer am 11. Dezember 1942 zum Reichsverteidigungskommissar (RVK) ernannt. Nach dem Abfall Italiens am 8. September 1943 übernahm Rainer zusätzlich die Operationszone Adriatisches Küstenland als „Oberster Kommissar“ und wurde somit Chef der Zivilverwaltung in den italienischen Provinzen des Friaul und Istriens. Im Juni 1943 erfolgte seine Ernennung zum SS-Obergruppenführer.

### Mai 1945 bis 1947
Am 7. Mai 1945 übergab Rainer seine Amtsgeschäfte an einen Vollzugsausschuss und flüchtete in die Gegend um den Weißensee. Nach Hinweisen aus der Bevölkerung verhafteten ihn britische Soldaten. In Nürnberg sagte Rainer im Verfahren gegen die 24 Hauptkriegsverbrecher als Zeuge im Prozess gegen Arthur Seyß-Inquart aus.

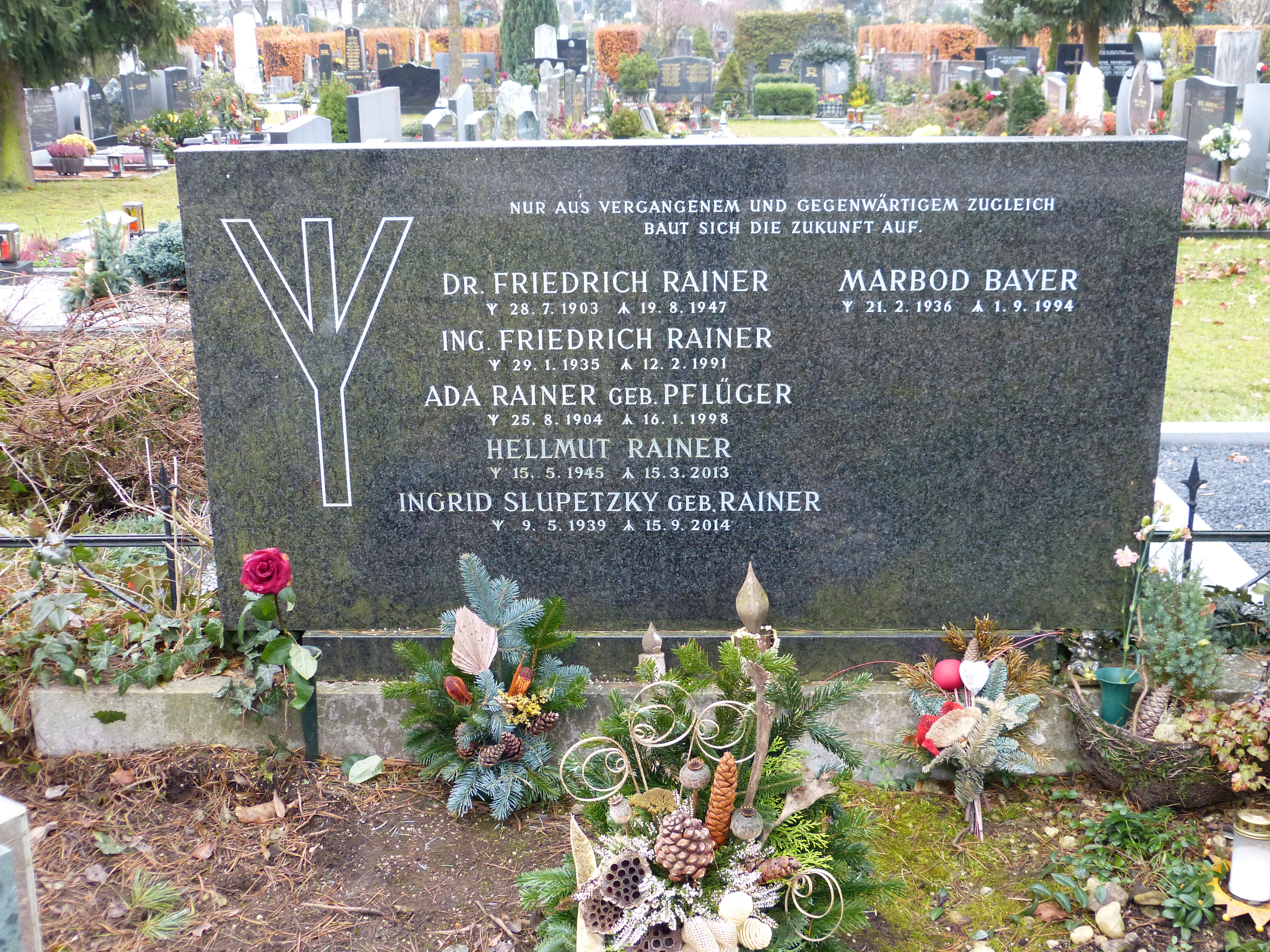
Grabstein der Familie Friedrich Rainers am Friedhof Klagenfurt-Annabichl mit Elhaz-Rune und von Hitler gebrauchtem Zitat (Foto von 2015). Die Runen wurden nach Erhebungen der Staatsanwaltschaft 2024 abgeklebt.

Im Februar 1947 wurde Rainer nach Jugoslawien ausgeliefert und in Ljubljana vor dem Militärgericht der 4. Armee angeklagt. Ihm wurde die Verpflichtung zur Zwangsarbeit, die Zwangsrekrutierung jugoslawischer Staatsbürger zur Wehrmacht, die Anweisung zum Niederbrennen von 35 Dörfern, die Duldung von 864 Geiselerschießungen und die Inhaftierung und Deportation von Slowenen in Konzentrationslager vorgeworfen, wobei er das Ziel verfolgt habe, die kulturellen, materiellen und wirtschaftlichen Grundlagen des slowenischen Volkes zu zerstören. Er berief sich auf Befehle von Hitler und Himmler und argumentierte im Schlussplädoyer, er hätte versucht, Hitlers Germanisierungsbefehl abzuschwächen.
Rainer wurde am 19. Juli 1947 zum Tode verurteilt. Das Urteil wurde im August 1947 bestätigt und nach offiziellen Angaben am 18. August 1947 vollstreckt.

### Gerüchte
Es kursierten bis in die 1950er Jahre Gerüchte, Rainer sei noch am Leben. Unterlagen im slowenischen Staatsarchiv, wo nach der Unabhängigkeit Sloweniens Aufzeichnungen Rainers auch aus den Jahren 1948 und 1949 freigegeben wurden, lassen vermuten, dass die Hinrichtung erst im November 1950 erfolgte.